# Янсен, Флор
Флор Янсен (нидерл. Floor Jansen; род. 21 февраля 1981 года, Гойрле, Нидерланды) — нидерландская певица, вокалистка финской группы Nightwish, бывшая вокалистка коллективов After Forever и ReVamp.

## Биография
Янсен было 16 лет, когда она присоединилась к Apocalypse в 1997 году, после чего группа была переименована в After Forever.
В 1999 году Флор поступила в Нидерландскую Академию Рока. Впоследствии изучала оперу и музыкальный театр.
В период с 1997 по 2009 год записала с группой After Forever 5 альбомов. В феврале 2009 года группа прекратила существование. В июле того же года Флор объявила о создании новой группы ReVamp совместно с Вальдемаром Сорихтой и Йостом ван ден Бруком.
Флор играет на гитаре, клавишных инструментах и флейте.
Присутствует в качестве приглашённой вокалистки на трёх альбомах Ayreon. Также участвовала в записи альбомов Space Metal (2002) и Victims of the Modern Age (2010) проекта Star One.
С 1 октября 2012 года Флор заменила ушедшую из Nightwish вокалистку Анетт Ользон. По первоначальному заявлению группы, их сотрудничество должно было продлиться до окончания тура в поддержку альбома Imaginaerum. Тем не менее, выступления Флор в составе этого ансамбля пошли очень успешно, и 9 октября 2013 года она стала постоянной участницей группы, о чём было объявлено на официальном сайте Nightwish.
Янсен и Тарья Турунен, бывшая вокалистка Nightwish, исполняли «Over the Hills and Far Away» дуэтом во время одного из концертов Тарьи в Бельгии.
В июле 2014 года Флор переехала в город Йоэнсуу.
Флор объявила на своём официальном сайте, что кроме участия в Nightwish она будет продолжать петь в ReVamp.
16 мая 2014 года вышел альбом Angels of the Apocalypse проекта финского музыканта Тимо Толкки Timo Tolkki’s Avalon, где Флор участвовала в качестве приглашённой вокалистки и сыграла главную роль. На композицию «Design the Century» был снят официальный клип.
В 2007 году на фестивале ProgPower USA Флор познакомилась c Jørn Viggo Lofstad из группы Pagan’s Mind. Они решили записать альбом в стиле хард-рок, начали запись в 2008 году, но из-за занятости обоих участников не завершили работу. Лишь в 2017 произошло воссоединение, группа была названа Northward, одноимённый альбом был дописан и выпущен 19 октября 2018 года на лейбле Nuclear Blast. Янсен заявила, что, поскольку и она, и Лофстад заняты в своих группах, Northward — это студийный сайд-проект, а не полноценная группа, и что они не будут выступать вживую.
24 марта 2023 года Янсен выпустила дебютный сольный альбом Paragon, в который вошли 10 композиций, в частности, выпущенные ранее синглы «Invincible» и «My Paragon», клип на который певица представила за два дня до релиза пластинки.

## Личная жизнь
18 сентября 2016 года было объявлено, что Янсен и её муж — ударник группы Sabaton Ханнес Ван Дал — ожидают совместного ребёнка. 15 марта 2017 года Янсен родила девочку, которую назвали Фрейя.
26 октября 2022 года Янсен сообщила в соцсетях о том, что у неё диагностировали рак груди.
20 марта 2023 года Флор публично заявила о второй беременности.
20 октября 2023 Флор родила дочь Люси.

## Дискография

### After Forever
Студийные альбомы
- Prison of Desire (2000)
- Decipher (2001)
- Invisible Circles (2004)
- Remagine (2005)
- After Forever (2007)

Мини-альбомы
- Exordium (2003)

Синглы
- «Follow In The Cry» (2000)
- «Emphasis/Who Wants To Live Forever» (2002)
- «Monolith Of Doubt» (2002)
- «My Choice/The Evil That Men Do» (2003)
- «Digital Deceit» (2004)
- «Being Everyone» (2005)
- «Two Sides/Boundaries Are Open» (2006)
- «Energize Me» (2007)
- «Equally Destructive» (2007)

Демо-альбомы
- Ephemeral (1999)
- Wings Of Illusion (1999)

Сборники
- Mea Culpa (2006)

### Ayreon
- Universal Migrator Part 1: The Dream Sequencer (full-length, 2000)
- 01011001 (full-length, 2008)
- Elected (EP, 2008); vocals in «Ride The Comet».
- The Source (full-length; 2017)[19]
- Best of Ayreon Live (live-album; 2018)[20]

### Star One
- Space Metal (full-length, 2002)
- Live On Earth (live album, 2003)
- Victims of the Modern Age (full-length, 2010)

### ReVamp
- ReVamp (2010)
- Wild Card (2013)

### Nightwish
- Showtime, Storytime (2013)
- Endless Forms Most Beautiful (2015)
- Vehicle of Spirit (2016)
- Decades (2018)[21]
- Human. :II: Nature. (2020)
- Yesterwynde (2024)

### Timo Tolkki’s Avalon
- Angels of the Apocalypse (2014)

### Northward
- Northward (2018)

### Сольно[22]
- De Beelden Blijven (single) (2020)
- The Fight Goes On (single) (2020)
- Let It Go (single) (2021)
- Oblivion (single) (2021)
- Paragon (2023)